# Gretchen Mol
Gretchen Mol (* 8. listopadu 1972) je americká herečka. Narodila se v Connecticutu do učitelské rodiny. Již ve škole se věnovala herectví v různých muzikálech a hrách. Svou profesionální kariéru zahájila v devadesátých letech. Hrála například ve filmech Celebrity (1998), 3:10 Vlak do Yumy (2007) a Místo u moře (2016). Roku 2005 hrála postavu modelky Bettie Page ve filmu Ta známá Bettie Page. V letech 2010 až 2014 hrála postavu Gillian Darmody v seriálu Impérium – Mafie v Atlantic City. V roce 2016 hrála jednou z hlavních postav (Jaclyn Blackstone) v desetidílném seriálu Chance. Rovněž vystupovala v reklamě na nápoj Coca-Cola. Roku 2004 se provdala za režiséra Toda Williamse.